# エリタ・イルンガ
エリタ・ヌコンゴロ・イルンガ（Hérita N'Kongolo Ilunga, 1982年2月25日 - ）は、旧ザイール・キンシャサ出身のサッカー選手。コンゴ民主共和国代表。ポジションはディフェンダー。

## 経歴
スタッド・レンヌの下部組織に在籍した後、RCDエスパニョールBに所属しテルセーラ・ディビシオン(3部)でプレー。その後ASサンテティエンヌに移籍すると4シーズンプレーし、トゥールーズFCに移籍するも2年目にはウェストハム・ユナイテッドFCにローン移籍し、翌シーズンには完全移籍した。
2014-15シーズンより、リーグ・ドゥのUSクレテイユ＝リュシタノに加入した。

## 代表歴
コンゴ民主共和国代表として2004年、2006年のアフリカネイションズカップに出場した。

## 所属クラブ
- RCDエスパニョールB 2002-2003
- ASサンテティエンヌ 2003-2007
- トゥールーズFC 2007-2009

→  ウェストハム・ユナイテッドFC 2008-2009 (loan)
- ウェストハム・ユナイテッドFC 2009-2012

→  ドンカスター・ローヴァーズFC 2011-2012 (loan)
- ドンカスター・ローヴァーズFC 2012-2013
- スタッド・レンヌ 2013
- USJAカルクフー 2014
- USクレテイユ＝リュシタノ 2014-2016